# AMD 크로스파이어X
크로스파이어X(CrossFireX, 이전 이름: 크로스파이어, CrossFire)는 ATI 테크놀로지스의 다중 GPU 솔루션의 브랜드 이름으로 엔비디아의 스케일러블 링크 인터페이스 (SLI)와 경쟁하는 기술이다. 이 기술은 하나의 컴퓨터에 최대 4개의 그래픽 카드를 사용하여 그래픽 성능을 개선하고자 만든 것이다. 최근에 소비자 수준의 하드웨어용으로만 발표되었지만 이와 비슷한 기술인 AMD 멀티 렌더링(AMR)이 비행 시뮬레이터 등에 필요한 전문가용 카드에 채용되고 있다. ATI는 또 이전에 Fury MAXX라 불렸던 듀얼 레이지 128 소비자용 카드를 출시한 적이 있다.

## 구성

### 1세대
크로스파이어는 2005년 9월 27일 처음으로 공식적으로 사용할 수 있게 되었다.  시스템은 두 대의 AMD 레이디언 PCI 익스프레스 (PCIe) 그래픽 카드를 장착한 크로스파이어 호환 메인보드를 요구하였다. 레이디언 x800대, x850대, x1800대 및 x1900대는 일반 에디션과 크로스파이어 에디션으로 출시되었다. 크로스파이어 에디션은 뛰어난 기능을 하드웨어에 제공하였는데, 이 용어는 두 개의 카드의 출력을 하나로 합치는 5개의 특별한 영상 합성 칩을 가리킨다.  하나를 마스터 카드로 구매하고 나머지 하나를 같은 시리즈의 일반 카드로 구매하는 방식이었다. 마스터 카드는 사유의 DVI Y 동글을 장착하였는데, 1차 DVI 포트를 두 개의 카드에 연결하고 모니터 케이블로 빼는 방식이다. 이 동글은 두 대의 카드 사이의 주된 연결의 역할을 함으로써 이들 사이에 서로 완전하지 않은 영상을 보내어 모니터에 영상을 완성시킨다. 저사양 레이디언 x1300 및 x1600 카드들은 크로스파이어 에디션이 없으나 메인보드 상의 표준 PCI 익스프레스 슬롯을 통하여 통신함으로써 소프트웨어를 통하여 사용할 수 있었다.  AMD는 지금은 파이어GL 카드에 대한 크로스파이어 구성을 제공하지 않고 있다. 두 대의 그래픽 카드는 모두 같은 계열의 카드를 사용하여야 했다.

### 2세대 (소프트웨어 크로스파이어)
AMD의 크로스파이어 XPress 3200 메인보드 칩셋을 사용할 때 마스터 카드는 더 이상 모든 "크로스파이어 레디" 카드를 요구하지 않게 되었다. (레이디언 X1900 시리즈 제외) 크로스파이어 Xpress 3200으로 두 대의 일반 카드로 PCI-E를 사용하여 크로스파이어 구성을 할 수 있다. 이는 PCI 익스프레스를 사용하는 X1300 크로스파이어와 비슷하다. 크로스파이어 마스터 카드는 매우 비쌌고 소매 시장에서 널리 팔리지 않았기 때문에 이러한 시장 전략의 개선이 필요하다는 시각이 지배적이었다.

### 현 세대 (크로스파이어X)

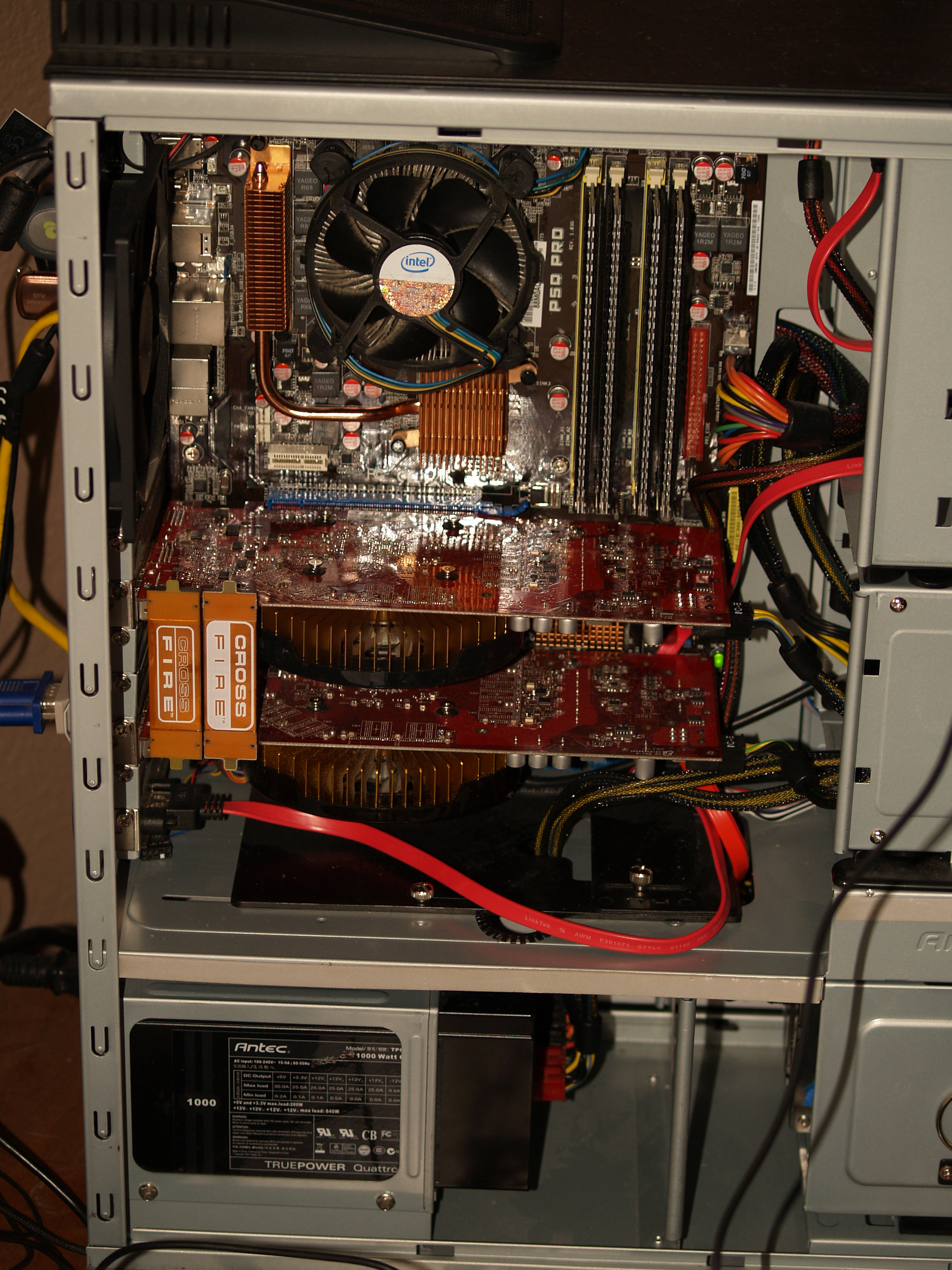
크로스파이어 사용의 예 - 두 대의 레이디언 HD 4850 카드 (레이디언 R700 GPU)

레이디언 X1950 프로(RV570 GPU)의 출시로 AMD는 완전히 크로스파이어의 연결 인프라를 개정하여 과거의 Y 동글/마스터 카드 및 슬레이브 카드 구성의 요구를 없애버렸다. AMD의 크로스파이어 커넥터는 이제 리본과 같은 커넥터로 각 그래픽 어댑터의 맨 위에 부착되어 있고 이는 엔비디아의 SLI 브리지와 비슷해 보이지만 물리/논리적인 태생은 다른 것이다.  이에 따라 마스터 카드는 더 이상 존재하지 않으며 최대 성능을 위하여 요구 받지도 않는다. 두 개의 동글은 각 카드에 사용할 수 있다. 이들은 크로스파이어X의 출시로 완전한 사용이 가능하게 되었다. 크로스파이어X를 사용하기 위하여 레이디언 HD 2900 및 HD 3000 시리즈의 카드들은 같은 리본 커넥터를 사용하지만 HD 3800 시리즈의 카드들은 하나의 리본 커넥터만 사용한다.  더 오래된 시리즈의 레이디언 카드들과 달리 다른 HD 3800 시리즈의 카드들은 개별적인 클럭 제어를 사용하여 크로스파이어로 연결할 수 있다.
"스파이더"(Spider)라는 코드이름의 데스크톱 플랫폼이 2007년 11월 19일 AMD가 공개하였는데 790FX 칩셋을 통하여 크로스파이어 설정이 최대 4개의 그래픽 카드로 올라가게 되었다.
크로스파이어라는 브랜드는 "AMD 크로스파이어X"로 이름이 바뀌었다. AMD의 내부 테스팅에 따르면 이러한 설정은 컴퓨터 시스템에 엄청난 그래픽 성능을 사용하는 각 게임과 응용 프로그램에 적어도 3.2배의 성능 향상이 있다고 한다.

## 엔비디아 SLI과의 비교

### 이점
- AMD는 인텔에 크로스파이어 아키텍처를 개방함으로써 두 개의 16배속 PCI-E 가속 슬롯을 제공하는 크로스파이어가 특정 인텔 칩셋에 이용할 수 있게 하였다. 그러나 SLI는 SLI 인증을 받은 엔포스 칩셋이 장착된 메인보드를 요구한다. (엔포스 590 SLI, 엔포스 680i SLI)
- 스파이더 플랫폼에서 AMD 790FX 칩셋과 레이디언 HD 3800 시리즈 그래픽 카드와 함께 크로스파이어X를 이용하면 사용자는 다중 화면을 사용하고 크로스파이어 기능을 이용할 수 있지만 SLI과 크로스파이어X 이전 세대의 크로스파이어 설정은 하나의 디스플레이 출력으로 제한을 받는다.[7]
- SLI보다 효율이 더 좋다.[8]

### 단점
- 1세대 크로스파이어 기능 (레이디언 X800~X1900 시리즈)는 크로스파이어 모드를 동작시키려면 별도의 외부 y케이블/동글이 필요하다.
- 화면을 띄우기 위해선 특수 케이블을 통해 연결하여 화면을 띄울 수 있다.

## 멀티GPU 시스템의 문제점

### 다중 디스플레이 복제모드 문제
- 크로스파이어가 활성화 된 상태(HD 3870X2, HD 4870X2, HD5970과 같은 멀티GPU VGA포함)로 2개 이상의 디스플레이에서 복제(clone)모드로 출력할 때, 전체화면으로 게임을 실행하면 보조 디스플레이에는 검은 화면만 출력이 되고(보조 디스플레이로 신호가 출력되지 않음), 주 디스플레이에만 게임화면이 출력되는 문제점이 있다. 2007년부터 지속적으로 유저들이 개발진에 해당 문제를 보고해왔으나, 2011년 2월 현재까지 이 문제는 해결되지 않고 있다. 이미 상당한 시간이 지났음에도 이 문제가 해결이 되지 않는 것을 보면, 해결할 수 있는 문제라기보다는, 크로스파이어 자체의 한계라고 보는 것이 맞는 듯하다. 현재, 복제모드로 전체화면의 게임을 여러 디스플레이에 출력하기 위해서는, 크로스파이어 모드를 해제하거나(멀티GPU VGA는 불가), VGA의 출력포트를 하나만 사용하고 DVI 분배기와 같은 외부 장비를 연결하여 출력하는 수밖에 없다.

- 크로스파이어 사용시 3개 이상의 디스플레이로 동시 출력을 할 수 없다. (5000 시리즈부터 드라이버 업데이트로 크로스파이어 아이피니티를 지원하게 되었다)

### 창모드 실행시 크로스파이어 해제
- 게임용 크로스파이어X 에서는 전체화면이 아닌 창모드로 실행시 크로스파이어가 적용되지 않고 싱글 GPU의 성능으로만 동작한다.
- 2카드 한계를 가지는 크로스파이어 프로에서만 창모드시 크로스파이어 지원이 가능하다.

## 같이 보기
- 스케일러블 링크 인터페이스(SLI)